# Jean-Pierre Bekolo
Jean-Pierre Bekolo (Yaoundé, 8 giugno 1966) è un regista camerunese.

## Biografia
Jean-Pierre Bekolo Obama è un autore, regista e produttore cinematografico. Ha insegnato cinema all'Università della Carolina del Nord a Chapel Hill, alla Virginia Polytechnic Institute and State University e alla Duke University negli Stati Uniti, dove risiede, alternando i suoi soggiorni anche tra il Camerun e la Francia.
Si è fatto conoscere al festival di Cannes del 1992 con il film Quartier Mozart, vincendo successivamente anche numerosi premi ai Festival di Locarno, Montréal, e al Fespaco di Ouagadougou.
Per festeggiare i 100 anni del cinema, ha diretto Conspiration d'Aristote, un film appartenente a una serie commissionata dal British Film Institute, a cui hanno partecipato Martin Scorsese, Stephen Frears, Bernardo Bertolucci e Jean-Luc Godard.
Il film Les Saignantes del 2005 riscuote un successo internazionale,  vincendo l'Etalon d'argento al Fespaco nel 2007 e il premio per
la migliore interpretazione femminile alle due attrici.  La storia vede infatti protagoniste due giovani donne che si trovano invischiate in una vicenda complicata, sul cui sfondo si staglia una classe politica marcia e corrotta.

## Filmografia
- Boyo – cortometraggio, (1988)
- Un Pauvre blanc – cortometraggio (1989)
- Mohawk People – cortometraggio (1990)
- Quartier Mozart (1992)
- Le complot d'Aristote (1996)
- La grammaire de grand-mère (1996)
- Les Saignantes (2005)
- Le président (2013)